# Minot (Côte-d’Or)
Minot település Franciaországban, Côte-d’Or megyében. Lakosainak száma 188 fő (2022. január 1.). Minot Salives, Échalot, Saint-Broing-les-Moines, Beneuvre, Bure-les-Templiers, Étalante, Fraignot-et-Vesvrotte és Moitron községekkel határos.

## Népesség
A település népességének változása:
| Lakosok száma | 359  | 285  | 240  | 243  | 205  | 189  | 180  | 178  | 181  | 188  |
|               | 1968 | 1982 | 1990 | 2006 | 2013 | 2015 | 2017 | 2019 | 2020 | 2022 |